# Lidskjalf

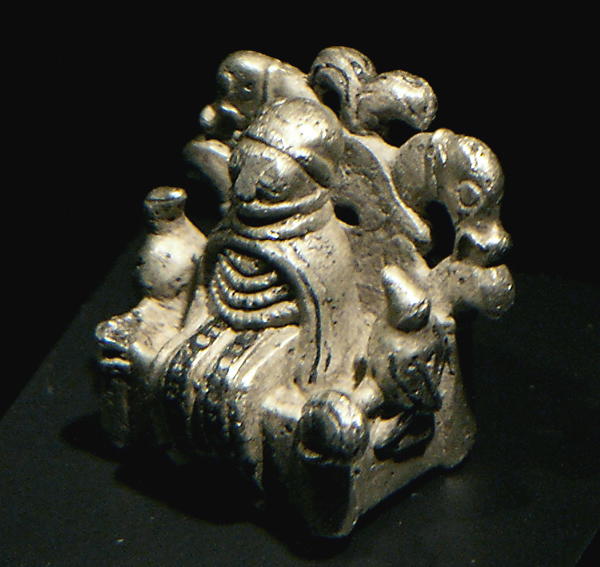
Oden från Lejre visar troligen Oden sittande på sin tron som kanske föreställer Lidskjalf.

Lidskjalf eller Lidskälv (även Hlidskjalf), var i nordisk mytologi guden Odens högsäte i Valhall, varifrån han kunde överblicka alla världar och se vad som händer. Lidskjalf användes ibland av andra gudar. Frej upptäckte därifrån Gerd och blev våldsamt förälskad i henne.
Emellertid omnämns inte Lidskjalv i någon av Eddadikterna utom i prosainledningarna. I första delen av Snorres Edda beskrivs den så här: "Där (i Asgård) fanns ett ställe som heter Hlidskjalv, och när Oden satte sig i högsätet såg han ut över alla världar. Han såg vad varje människa tog sig för och han förstod varje sak han såg."
Namnet kommer av fornnordiska hlidskjálfr, vilket också kan skrivas som Lidskälv på svenska. Det första ledet, hlid, motsvaras av svenska lid som betyder 'bergssluttning'. Det andra ledet är mer osäkert men kan vara skjálfr i betydelsen 'säte/högsäte'.[källa behövs] En annan tolkning utgår från att hlid skulle betyda "öppning" och det svårtolkade skjálf  skulle vara besläktat med "scaffolding" i betydelsen "podium". Det finns dock inte någon helt tydlig etymologi av själva ordet, även om Hlidskalvs funktion som utsiktsplats är uppenbar av sammanhanget. 

## Poetiska Eddan

### Grímnismál
Óðinn ok Frigg sátu í Hliðskjálfu ok sáu um heima alla.
Oden och Frigg sutto i Lidskjalv och sågo kring alla världar. (Sången om Grimner, övers. Erik Brate, 1913)
Oden och Frigg sutto en dag i Lidskjalf och sågo ut över alla världar. (Grimners tal, övers. Edvin Thall, 1912)
Oden och Frigg sutto i Lidskälf och sågo ut öfver alla världer. (Grimners ordskifte, övers. Nils Fredrik Sander, 1893)
Odin och Frigg sutto i Lidskälf och sågo ut öfver alla verldar. (Sången om Grimne, övers. Peter August Gödecke, 1881)
Odin och Frigg suto i Hlidskjalf och skådade öfver all verlden. (Grimners sång, övers. Arvid August Afzelius, 1818)

### Skírnismál
Freyr, sonr Njarðar, hafði einn dag setzt í Hliðskjálf, ok sá um heima alla.
Frej, Njords son, hade en dag satt sig i Lidskjalv och såg ikring alla världar. (Sången om Skirner, övers. Erik Brate, 1913)
Fröj, Njords son, satte sig en dag i Lidskjalf och såg ut över alla världar ; (Skirners ordskifte, övers. Edvin Thall, 1912)
Njårds son Frö hade en gång satt sig i Hlidskjålv och skådade därifrån ut över alla världar. (Skirnesmål (Sången om Skirne), övers. Axel Åkerblom, 1923)
Frey, Njords son, hade en dag satt sig i Lidskälf och såg ut öfver alla världar; (Skirners friarefärd, övers. Nils Fredrik Sander, 1893)
Frö, Njärds son, hade en dag satt sig i Lidskälf och såg ut öfver alla verldar; (Skirners Färd, övers. Peter August Gödecke, 1881)
Frey, son utaf Niord, hade satt sig i Hlidskjalf; och såg öfver all verlden: (Skirners färd (Skírnis-för), övers. Arvid August Afzelius, 1818)

## Prosaiska Eddan

### Hér hefrGylfaginning
9. …  Þar næst gerðu þeir sér borg í miðjum heimi, er kölluð er Ásgarðr. Þat köllum vér Trója. Þar byggðu goðin ok ættir þeira, ok gerðust þaðan af mörg tíðendi ok greinir bæði á jörðu ok í lofti. Þar næst gerðu þeir sér borg í miðjum heimi, er kölluð er Ásgarðr. Þat köllum vér Trója. Þar byggðu goðin ok ættir þeira, ok gerðust þaðan af mörg tíðendi ok greinir bæði á jörðu ok í lofti.  Þar er einn staðr, er Hliðskjálf heitir, ok þá er Óðinn settist þar í hásæti, þá sá hann of alla heima ok hvers manns athæfi ok vissi alla hluti, þá er hann sá.
17. Höfuðstaðir goðanna. Þá mælti Gangleri: "Mikil tíðendi kannt þú at segja af himninum. Hvat er þar fleira höfuðstaða en at Urðarbrunni?" Hárr segir: "Margir staðir eru þar göfugligir. … Þar er enn mikill staðr, er Valaskjálf heitir. Þann stað á Óðinn. Þann gerðu goðin ok þökðu skíru silfri, ok þar er Hliðskjálfin í þessum sal, þat hásæti, er svá heitir, ok þá er Alföðr sitr í því sæti, þá sér hann of alla heima.
37. … Þat var einn dag, at Freyr hafði gengit í Hliðskjálf ok sá of heima alla. En er hann leit í norðrætt, þá sá hann á einum bæ mikit hús ok fagrt, ok til þess húss gekk kona, ok er hon tók upp höndum ok lauk hurð fyrir sér, þá lýsti af höndum hennar bæði í loft ok á lög, ok allir heimar birtust af henni. Ok svá hefnði honum þat mikla mikillæti, er hann hafði setzt í þat it helga sæti, at hann gekk í braut fullr af harmi.
50. … Þá sá hann, at æsir áttu skammt til hans, ok hafði Óðinn sét ór Hliðskjálfinni, hvar hann var.

### Gylfaginning
(Övers. Anders Jacob D. Cnattingius, 1819.)
9. …  Derefter gjorde de sig en stad midt i verlden som blef kallad Asgård (den vi kalla Tröja). Der bodde Gudarne och deras slägter och tilldrogo sig der många händelser och saker både på jorden och i luften. Der är ett ställe, som Hlidskjalf heter: när Oden sätter sig der i högsätet, då ser han öfver hela verlden och hvarje menniskas alla handlingar och begriper alla de ting, han der skådar. 
17. Då sade Ganglere: märkvärdiga underrättelser har du meddelat mig om himmelen, men hvilka flera märkvärdiga ställen finnas der utom Urdsbrunn? Har svarar: många ypperliga ställen äro der: … Der är en mycket stor boning, som Valaskjalf kallas, hvilken tillhör Oden. Den gjorde och täckte Gudarne med skirt Silfver. I den byggnaden är högsätet Lidskjalf hvarifrån Allfader ser ikring öfver hela verlden.
37. … En dag då Frey gick i Hlidskjalf och skådade omkring all land, samt såg ut it norr, märkte han vid en gård ett stort och skönt hus: en qvinna gick ditåt och då hon upplyfte händerna för att öppna dörren för sig, då lyste det af hennes händer både i luft och vatten: hela verlden upplystes af henne. Det straff fick Frej for sin förmätenhet, att sätta sig i det heliga högsätet, att han gick bort full af älskog. 
50. … Då såg han, att Asarne icke voro långt borta, ty Oden hade från Lidskjalf blifvit varse hvar han uppehöll sig.
Moderna översättningar återfinns i Snorres Edda och i L. Lönnrots Den poetiska Eddan från 2016